# Shigeyoshi Kasahara
Shigeyoshi Kasahara (笠原成元?, Kasahara Shigeyoshi; 20 aprile 1936) è un allenatore di pallacanestro giapponese.

## Carriera
Ha allenato il Giappone in vari periodi, nel corso degli anni sessanta e settanta. Ai Mondiali 1967 ha chiuso all'11º posto, alle Olimpiadi 1972 al 14º posto.